# Gundagathi, Harapanahalli
Gundagathi là một làng thuộc tehsil Harapanahalli, huyện Davanagere, bang Karnataka, Ấn Độ.